# Draaibrug (Boskoop)
Draaibrug is een buurtschap behorende tot de gemeente Alphen aan den Rijn in de Nederlandse provincie Zuid-Holland. Deze buurtschap ligt ten oosten van Boskoop. Draaibrug ligt aan de Reijerskoop waar deze straat de Spoelwijkschedijk raakt. Van oorsprong behoorde Draaibrug tot het gebied Nieuwkoop.
Tot 1812 hoorde Nieuwkoop tot de ambachtsheerlijkheid Middelburg (Zuid-Holland). In dat jaar werd Middelburg deel van de gemeente Boskoop. In 1817 werd Middelburg, waaronder Nieuwkoop, een zelfstandige gemeente die in 1855 bij Reeuwijk werd gevoegd. Nieuwkoop ging rond 1960 door een grenscorrectie tegelijk met het noordelijk ervan gelegen Spoelwijk over van de gemeente Reeuwijk naar de gemeente Boskoop. Per 1 januari 2014 hoort Nieuwkoop tot de gemeente Alphen aan den Rijn.
Hoofdplaats: Alphen aan den Rijn     Wijken en Buurten: Oudshoorn · Ridderveld · Zegersloot · Hoorn · Hoge Zijde · Lage Zijde · Steekterpolder · Kerk en Zanen · Rietveld

Dorpen: Aarlanderveen · Benthuizen · Boskoop · Hazerswoude-Dorp · Hazerswoude-Rijndijk · Koudekerk aan den Rijn · Zwammerdam

Buurtschappen: Bent · Benthorn · De Roemer · Draaibrug · Gnephoek · Gouwsluis · Groenendijk · Groeneweg · Halve Raak · Heimansbuurt · Hogeveen · Hoogewaard · Hoorn · Kort-Steekterweg · Laag Boskoop · Lagewaard · Loete · Middelburg (deels) · 's-Molenaarsbuurt · Oostbuurt · Otweg · Ridderbuurt · Rietveld · De Roemer · Steekterweg/Goudse Rijpad · Spoelwijk · Voorweg · Westeinde

Historische gemeentes: Rijnwoude · Zuidwijk

Zuid-Holland: Steden en dorpen    Nederland: Provincies · Gemeenten